# گیلاس آمریکایی

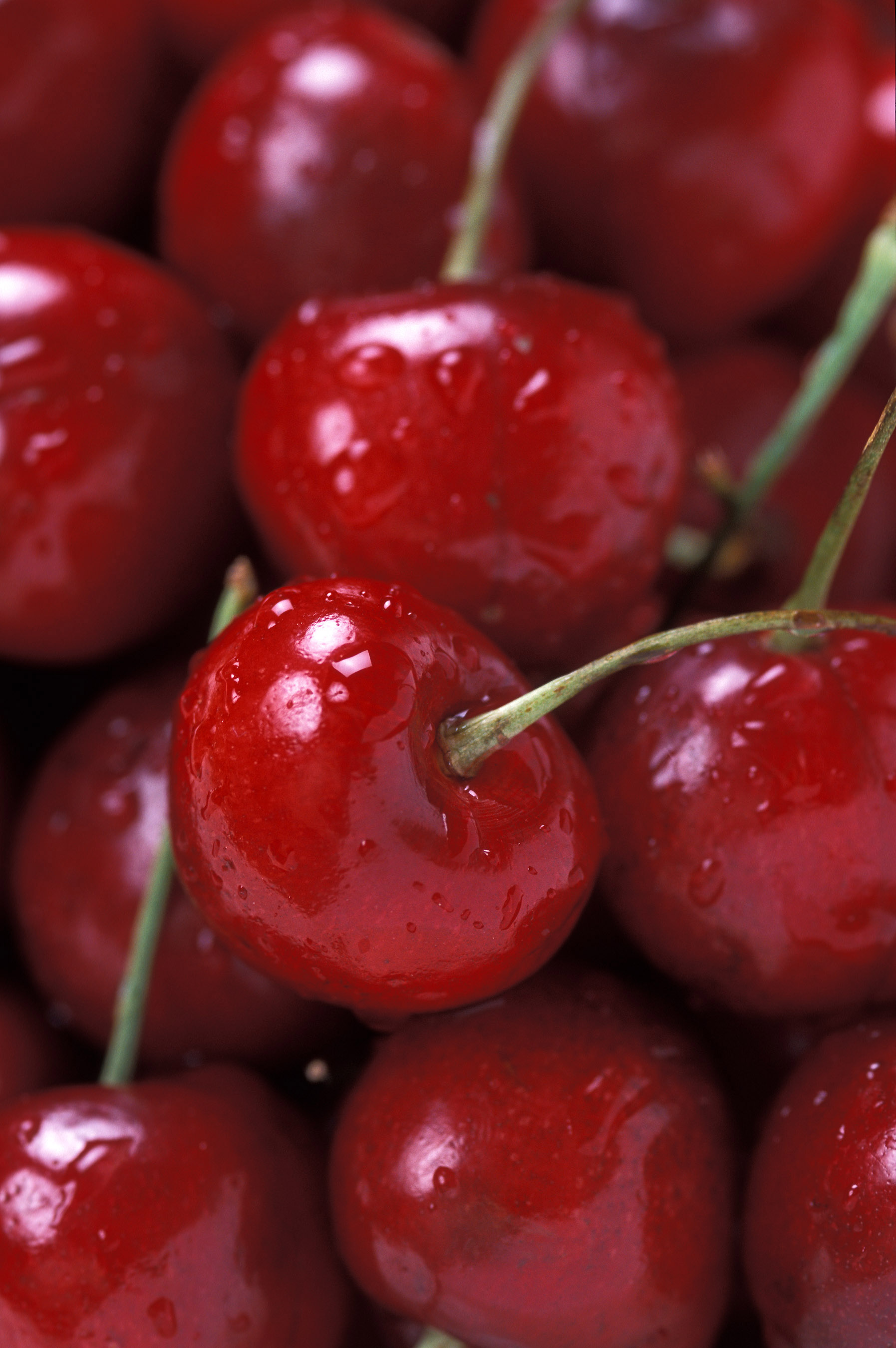
گیلاس آمریکایی

گیلاس آمریکایی یا گیلاس بینگ (به انگلیسی: Bing cherry) یکی از رقم‌های گیلاس شیرین یا پرونوس آویوم است. گیلاس آمریکایی رقم‌های بسیاری در ایالت‌های اورگن، ایالت واشینگتن، کالیفرنیا، ویسکانسین و بریتیش کلمبیا برجای گذاشته‌است و دارای بیشترین میزان تولید در میان انواع گیلاس شیرین در ایالات متحده آمریکا است.
گیلاس بینگ در سال ۱۸۷۵ میلادی، به عنوان قلمهٔ اصلاح نباتی یکی از انواع گیلاس به نام گیلاس رپیوبلیکن (به انگلیسی: Republican cherry) توسط یک مهندس فضای سبز از اهالی ایالت اورگن و دستیار چینی او آه بینگ ایجاد شد. نام درخت از نام این دستیار گرفته شده‌است. آه بینگ در چین متولد شد و سپس در سال ۱۸۵۵ میلادی به آمریکا مهاجرت کرد.
۹۰ درصد گیلاس وارداتی ژاپن را گیلاس آمریکایی تشکیل می‌دهد.